# Braisnes-sur-Aronde
Braisnes-sur-Aronde (do 1 sierpnia 2012 Braisnes) – miejscowość i gmina we Francji, w regionie Hauts-de-France, w departamencie Oise.
Według danych na rok 1990 gminę zamieszkiwało 159 osób, a gęstość zaludnienia wynosiła 61 osób/km² (wśród 2293 gmin Pikardii Braisnes plasuje się na 838. miejscu pod względem liczby ludności, natomiast pod względem powierzchni na miejscu 1085.). 